# Les Cités d'or
Ne doit pas être confondu avec Les Mystérieuses Cités d'or.
Albums de Psy 4 De La Rime
Enfants de la Lune
(2005) 4ème dimension
(2013)
Les Cités d'or est le troisième album du groupe marseillais Psy 4 de la rime, sorti le 26 mai 2008. Cette date de sortie fait référence à la finale de Ligue des champions remportée par l'Olympique de Marseille en 1993.
Cet album est la suite de Block Party et d'Enfants de la Lune, précédents opus du groupe, et débute par le titre Ainsi qui reprend la fin du morceau Dans les bras de Gabriel comme intro, de plus la liste des chansons commence par le n°31.
L’album a été certifié disque d’or avec près de 180 000 exemplaires vendus.

## Liste des chansons
| #   | Titre                                        | Auteur                            | Compositeur        | Durée     |
| --- | -------------------------------------------- | --------------------------------- | ------------------ | --------- |
| 1.  | Ainsi                                        |                                   | Sya Styles         | 2:48      |
| 2.  | Les Cités d'or                               | Alonzo Soprano Vincenzo           | Skalpovich         | 4:22      |
| 3.  | Jeunesse France                              | Alonzo Soprano Vincenzo           | Sya Styles         | 4:19      |
| 4.  | Le Message...                                |                                   | Sya Styles         | 2:24      |
| 5.  | On sait mais on fait                         | Vincenzo Alonzo Soprano           | Sya Styles         | 5:34      |
| 6.  | Rebelote                                     | Alonzo Soprano Vincenzo           | Sya Styles         | 4:34      |
| 7.  | Un choix (solo Alonzo)                       | Alonzo Soprano (chant)            | Alonzo             | 5:01      |
| 8.  | À l'ancienne (featuring Nate Dogg)           | Nate Dogg Alonzo Soprano Vincenzo | Sya Styles         | 4:31      |
| 9.  | Pourquoi ?                                   |                                   | Sya Styles         | 0:23      |
| 10. | Reprendre c'est voler                        | Alonzo Soprano Vincenzo           | Alonzo             | 4:44      |
| 11. | On reste là                                  | Vincenzo Soprano Alonzo           | Sya Styles         | 3:52      |
| 12. | Ça se discute...                             |                                   | Sya Styles         | 1:33      |
| 13. | Venez pas chez nous                          | Alonzo Soprano Vincenzo           | Sya Styles         | 4:30      |
| 14. | No dress code (solo Vincenzo) (featuring VR) | Vincenzo                          | E Rise & Doct Ness | 3:49      |
| 15. | Pour toi j'tue                               | Soprano Alonzo Vincenzo           | Soprano            | 5:17      |
| 16. | Inaya (solo Soprano)                         | Soprano                           | DJ Mej & Houss     | 5:02      |
| 17. | C'est des phénomènes...                      |                                   | Sya Styles         | 2:07      |
| 18. | Le zapping                                   | Soprano Vincenzo Alonzo           | Zenn & Baron       | 4:19      |
| 19. | L'école de la seconde chance                 | Soprano Vincenzo Alonzo           | Soprano            | 6:38      |
| 20. | Bilay ou Air Fly (Bonus iTunes)              | Alonzo Soprano Vincenzo           |                    | 5:23/4:10 |

## Clips
1. Jeunesse france
2. Les Cités d'or
3. On sait mais on fait
4. Rebelotte (Clip Live)